# Neoconfucianesimo
Il neoconfucianesimo (zh. 理學T, Lǐ XuéP o 道學T, Dào XuéP) è una forma di confucianesimo che si sviluppò principalmente durante la dinastia Song, ma che può essere fatta risalire fino ad Han Yu e Li Ao (772-841) nella dinastia Tang. Formò le basi della ortodossia confuciana nella dinastia Qing. Il neoconfucianesimo era una filosofia che cercò di unire certi elementi base del pensiero confuciano, taoista e buddista. Il più importante dei pensatori del neoconfucianesimo fu Zhu Xi (1130-1200).

## Origini
I confuciani della dinastia Song (960-1279) studiarono i classici del loro credo, ma avevano familiarità con i maestri buddisti e i taoisti. Il pensiero buddista offrì loro molti spunti, che considerarono degni di ammirazione, tra cui l'idea della natura dell'anima e la relazione dell'individuo con il cosmo, cosa che non era ancora stata pienamente esplorata dal confucianesimo. I confuciani della dinastia Song presero largamente dal pensiero buddista, oltre che dalle proprie tradizioni, per dare vita a quello che chiamiamo "neoconfucianesimo". Al neoconfucianesimo s'oppose Wang Anshi.
Uno dei più importanti esponenti del neoconfucianesimo fu Zhu Xi (1130-1200). Egli fu un fecondo scrittore, sostenitore e difensore del credo confuciano dell'armonia sociale e della prospera condotta personale. Uno dei suoi più famosi libri fu Rituali di famiglia, dove forniva consigli dettagliati su come condurre matrimoni, funerali, cerimonie familiari e venerazione degli avi. Il pensiero buddista lo attrasse ben presto ed iniziò quindi ad argomentare nello stile confuciano, a favore dell'osservanza buddista dagli elevati principi morali. Egli credeva che fosse importante per gli affari pratici che ognuno coltivasse sia interessi accademici che filosofici, sebbene i suoi scritti fossero concentrati soprattutto sulla teoria (come opposto della pratica). Si pensa che abbia scritto molti saggi, nel tentativo di spiegare come le sue idee non fossero buddiste o taoiste, e vi incluse alcune animate critiche di entrambe.
C'erano molte visioni concorrenti all'interno della comunità neoconfuciana, ma nell'insieme emerse un sistema che ricordava sia il pensiero buddista che quello taoista del tempo e alcune delle idee espresse nell'I Ching ("Libro dei mutamenti"), come anche altre teorie dello yin e yang associate con il simbolo (Taijitu) del Taiji. Un tema noto del neoconfucianesimo è l'immagine di Confucio, Buddha e Lao Tzu, tutti nell'atto di bere dalla stessa botte di aceto, quadro associato allo slogan "I tre maestri sono uno!".
Nonostante il neoconfucianesimo includa idee buddiste e taoiste, molti neoconfuciani si oppongono fortemente alle due dottrine, anzi, le rifiutano: uno dei più famosi saggi di Han Yu scredita il culto delle reliquie buddiste. Non di meno, gli scritti neoconfuciani adattarono i pensieri e credenze buddisti agli interessi confuciani. In Cina il neoconfucianesimo fu una dottrina ufficialmente riconosciuta a partire dal suo sviluppo durante la dinastia Song fino all'inizio del XX secolo, e i territori sotto influenza della Cina dell'epoca Song (Vietnam, Corea e Giappone) sono stati profondamente influenzati dal neoconfucianesimo per più di mezzo millennio.

## Discepoli neoconfuciani di rilievo

### Cina
- Cheng Yi (filosofo) e Cheng Hao
- Lu Xiangshan alias Lu Jiuyuan (1139–1193)
- Ouyang Xiu (1007–1072)
- Shao Yong (1011–1077)
- Su Shi, alias Su Dongpo (1037–1101)
- Wang Yangming alias Wang Shouren
- Ye Shi (1150–1223)
- Zhang Sanfeng
- Zhang Shi (1133–1180)
- Zhang Zai
- Zhou Dunyi (1017–1073)
- Zhu Xi (1130–1200)

### Corea
- An Hyang (1243–1306)
- Yi Saek (1328–1396)
- Jeong Mong-ju (1337–1392)
- Jeong Dojeon (1342–1398)
- Gil Jae (1353–1419)
- Jeong Inji (1396–1478)
- Kim Jong-jik (1431–1492)
- Jo Gwang-jo (1482–1519)
- Yi Hwang (Toegye) (1501–1570)
- Jo Sik (1501–1572)
- Yi I (Yulgok) (1536–1584)
- Seong Hon (1535–1598)
- Song Si-yeol (1607–1689)

### Giappone
- Fujiwara Seika (1561–1619)
- Hayashi Razan (1583–1657)
- Toju Nakae|Nakae Tōju (1608–1648)
- Yamazaki Ansai (1619–1682)
- Kumazawa Banzan (1619–1691)
- Yamaga Sokō (1622–1685)
- Itō Jinsai (1627–1705)
- Ekken Kaibara (aka Ekiken) (1630–1714)
- Arai Hakuseki (1657–1725)
- Ogyū Sorai (1666–1728)
- Nakai Chikuzan (1730–1804)
- Ōshio Heihachirō (1793–1837)

### Vietnam
- Nguyễn Khuyến
- Phan Dinh Phung
- Tự Đức